# 三橋勲
三橋 勲（みつはし いさお、1907年 - 1984年）は、日本の実業家、学校経営者。元学校法人旭川大学理事長。北海道旭川市出身。

## 略歴
- 1929年金沢高等工業学校卒業
- 1932年旭川ガス株式会社に入社
- 1947年同社取締役支配人に就任
- 1948年同社代表取締役常務に就任
- 1954年同社代表取締役専務に就任
- 1960年旭川ガス代表取締役社長に就任
- 1970年旭川商工会議所副会頭（ - 1976年）
- 1974年学校法人旭川大学理事長代行
- 1976年学校法人旭川大学理事長に就任（ - 1983年）
- 逝去

この他、公職として旭川経営者協会会長や、旭川ロータリークラブ会長、旭川信用金庫理事などを歴任。